# 民众之家
50°50′29″N 4°21′10″E / 50.84128°N 4.352675°E

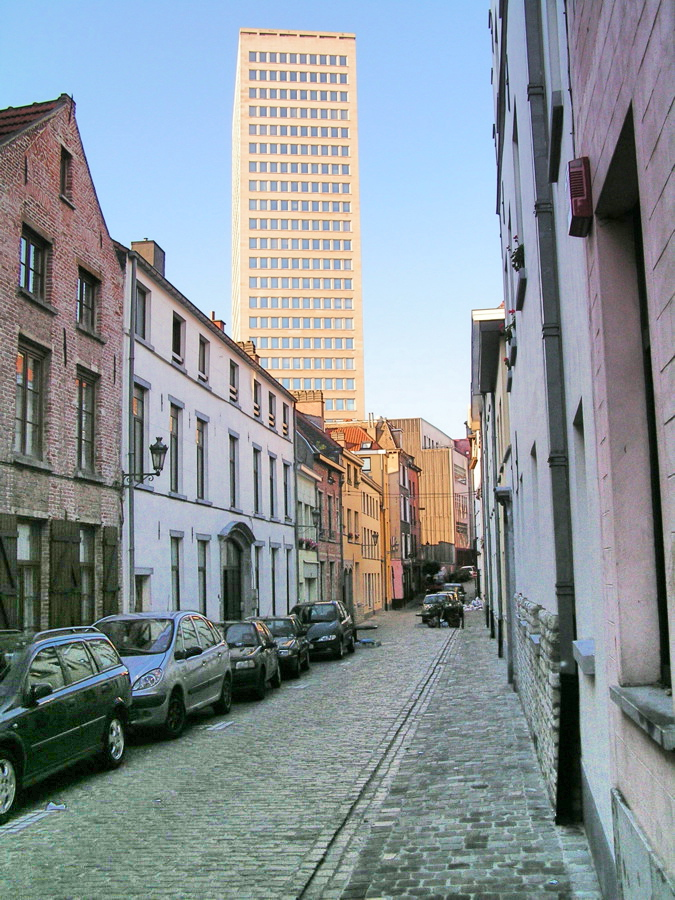
民众之家的原址上现为Blaton大楼

民众之家（法语：Maison du Peuple ，德语：Volkshuis）原位于布鲁塞尔，为比利时建筑师维克多·奥塔规模最大的设计作品之一，于1899年4月2日开放使用。建筑位于沿圆形广场的一处坡地上，尽管受到如此不规则的场地限制，奥塔依然成功地使建筑获得了功能上的最大化，其中的房间可以用于办公、会议、咖啡馆、商店等，也包括一处宴会厅。主要的建筑材料为白口铁（多达60万公斤以上），此项工作由15名工匠花费一年半的时间制作完成。为使这一建筑成为可能，奥塔绘制了不少于8500平方米的图纸。建筑在1899年完成后被认为是一项杰作，并因其对砖、玻璃和钢铁实验性地组合而被视为现代建筑的一个范例。
建筑于1965年拆除，虽然对此曾有多达七百多名建筑师参与了一个国际性的抗议活动（威尼斯，1964年）。本着重建的设想，建筑被完全拆卸后构件随之被启运，并经过了布鲁塞尔的多个地区。1966年在其旧址上建造了一座小型的摩天大楼，建筑以公司的名称命名为Blaton大楼。